# Hadavalli, Bhatkal
Hadavalli là một làng thuộc tehsil Bhatkal, huyện Uttara Kannada, bang Karnataka, Ấn Độ.